# Задруга на майсторите на народните художествени занаяти
Национално сдружение „Задруга на майсторите на народните художествени занаяти“ (ЗМНХЗ) е уникална творческа българска организация, чиято основна цел е да съхранява, развива и популяризира народните художествени занаяти като част от културното наследство на България и към 2021 г. тя е най-старото, традиционно занаятчийско обединение в страната.
Националното сдружение е създадено през 1967 година и въпреки някои тенденции в обществено-политическите процеси в страната продължава да съществува. Това е така понеже Задругата постепенно се превръща от професионална в творческа и всестранно културна организация. Основната и цел е съхраняване и усъвършенстване на традиционните занаяти, като дава предимство на техните художествени качества, като интегрална сплав между практичност и изящество, носеща радост на любителите на народното творчество. Друга много важна задача на Задругата е обучаването на нови майстори и откриването на самородни таланти в тази област, които да продължават да развиват автентичните и уникални народни традиции в занаятите.
Задругата има клонове в цялата страна и обединява занаяти като медникарство, дърворезбарство, тъкачество, грънчарство и др. На новите творци биват издадени сертификати и майсторски свидетелства за областта, в която практикуват.С издадените от гилдията документи българските майстори в 57 професии могат да работят и другаде по света.
Седалището е в област София-град, община Столична, София. Адрес на управление: бул. „Витоша“, № 14